# 虚川郡
虚川郡（ホチョンぐん）は、朝鮮民主主義人民共和国咸鏡南道東北部に位置する郡。

## 地理
内陸部に位置し、郡域の大部分は山地である。

### 隣接行政区
- 北 － 両江道甲山郡
- 東 － 端川市
- 西 － 徳城郡、両江道豊西郡・金亨権郡

## 行政区画
1邑・5労働者区・17里を管轄する。
| - 虚川邑（ホチョヌプ） - 龍源労働者区（リョンウォンノドンジャグ） - 万徳労働者区（マドンノドンジャグ） - 上農労働者区（サンノンノドンジャグ） - 上山労働者区（サンサンノドンジャグ） - 新洪労働者区（シノンノドンジャグ） - 金倉里（クムチャンニ） - 寺塔里（サタムニ） - 上南里（サンナムニ） - 守義里（スイリ） - 瑟岩里（スラムニ） - 新坪里（シンピョンニ） | - 陽陰坪里（ヤンウンピョンニ） - 瓦浦里（ワポリ） - 雲承里（ウンスンニ） - 殷興里（ウヌンニ） - 長坪里（チャンピョンニ） - 中坪里（チュンピョンニ） - 通興里（トンフンニ） - 下農里（ハノンニ） - 樺庄里（ファジャンニ） - 黄谷里（ファンゴンニ） - 黄明里（ファンミョンニ） |

## 歴史
虚川郡は、1952年12月の北朝鮮の行政区画再編によって新設された郡である。当時の咸鏡南道端川郡水下面と豊山郡川南面が併合され、虚川郡（1邑23里）が新設された。

### 年表
この節の出典
- 1952年12月 - 郡面里統廃合により、咸鏡南道端川郡水下面、豊山郡天南面をもって、虚川郡を設置。虚川郡に以下の邑・里が成立。(1邑23里)
  - 虚川邑・中坪里・龍源里・殷興里・万徳里・下農里・守義里・黄谷里・雲承里・上農里・金倉里・通興里・長坪里・瓦浦里・新洪里・洪君里・上南里・新坪里・陽陰坪里・寺塔里・樺庄里・上山里・瑟岩里・黄明里
- 1953年初 - 黄明里の一部が上南里に編入。(1邑23里)
- 1953年12月 (1邑23里)
  - 中坪里の一部が龍源里に編入。
  - 上南里の一部が瑟岩里に編入。
- 1957年4月 - 万徳里が万徳労働者区に昇格。(1邑1労働者区22里)
- 1961年3月 (1邑3労働者区20里)
  - 上農里が上農労働者区に昇格。
  - 上山里が上山労働者区に昇格。
- 1963年11月 - 龍源里が龍源労働者区に昇格。(1邑4労働者区19里)
- 1983年9月 - 上山労働者区の一部が両江道甲山郡銅店労働者区に編入。(1邑4労働者区19里)
- 1988年10月 - 新洪里・洪君里が合併し、新洪労働者区が発足。(1邑5労働者区17里)

## 産業
鉱業・林業が盛んである。また、虚川江水力発電所がある。

## 交通

### 鉄道
- 虚川線
  - 下雲承駅 - 上農駅 - 中村駅 - 農村駅 - 楸洞駅 - 虚川駅 - 守義駅 - 長坡駅 - 下洪君駅 - 洪君駅
- 満徳線
  - 虚川駅 - 釜洞駅 - 満徳駅